# Черијана
Черијана (итал. Ceriana) је насеље у Италији у округу Империја, региону Лигурија.
Према процени из 2011. у насељу је живело 915 становника. Насеље се налази на надморској висини од 350 м.

## Становништво
Према резултатима пописа становништва 2011. у општини је живело 1.253 становника.
| 1936. | 1951. | 1961. | 1971. | 1981. | 1991. | 2001. | 2011. |
| ----- | ----- | ----- | ----- | ----- | ----- | ----- | ----- |
| 2.217 | 2.090 | 1.904 | 1.563 | 1.371 | 1.290 | 1.305 | 1.253 |

## Партнерски градови
- Guisa